# مارکو سلفرینی
مارکو سلفرینی (انگلیسی: Marco Solfrini; ۳۰ ژانویهٔ ۱۹۵۸ – ۲۴ مارس ۲۰۱۸) بازیکن بسکتبال اهل ایتالیا بود.
از باشگاه‌هایی که در آن بازی کرده‌است می‌توان به ویرتوس رم اشاره کرد.
وی در مسابقات کشوری و بین‌المللی در مجموع برندهٔ ۱ مدال نقره شده‌است.